# Jaime Fernandez (remero)
- Aunque su apellido es de origen español, fue registrado en su país de nacimiento sin el acento.

Jaime Francisco Fernandez (Melbourne, 4 de abril de 1971) es un deportista australiano que compitió en remo.
Participó en tres Juegos Olímpicos de Verano, obteniendo una medalla de plata en Sídney 2000, en la prueba de ocho con timonel, el quinto lugar en Barcelona 1992 y el sexto en Atlanta 1996, también en el ocho con timonel.

## Palmarés internacional
| Juegos Olímpicos | Juegos Olímpicos   | Juegos Olímpicos | Juegos Olímpicos |
| Año              | Lugar              | Medalla          | Prueba           |
| ---------------- | ------------------ | ---------------- | ---------------- |
| 2000             | Sídney (Australia) | Medalla de plata | Ocho con timonel |